# Hipótoo (rey de Arcadia)
En la mitología griega, Hipótoo fue un rey de Arcadia, hijo de Cerción. Sucedió a su primo Agapenor en el trono al no regresar este de la guerra de Troya. Trasladó la capital de Tegea a Trapezunte, y fue sucedido por su hijo Épito.
A veces se cuenta entre los participantes en la caza del jabalí de Calidón a un Hipótoo, pero existen dudas sobre si se trata de este personaje o de otro del mismo nombre.